# Anne s Kariba
Anne s Kariba (eng. Anne of the Indies) je američki pustolovni film iz 1951. s piratskom tematikom.

## Sadržaj
Početkom 18. stoljeća Engleska ratna mornarica zarobljava francuskog kapetana Pierrea Francoisa LaRochella (Louis Jourdan) zajedno s njegovom ženom Molly (Debra Paget). Obećavaju slobodu njemu i ženi ako im pomogne očistititi Karipsko more od dvojice zloglasnih pirata, Crnobradog (Thomas Gomez) i Providencea. Ukrcavaju LaRochella (koji glumi zarobljenika) na trgovački brod koji plovi za Englesku. Brod putem biva napadnut od piratskog broda Sheba Queen (Kraljica od Sabe), Providenceovog broda. Zapanjen, on otkriva da je kapetan Providence zapravo prekrasna žena, Anne Providence (Jean Peters). On joj se predstavlja kao pirat zarobljen od Engleza kojeg su slali na suđenje u Englesku. Ona se zaljubljuje u njega i njih dvoje se upuštaju u strastvenu vezu. Na otoku Tortuga oni susreću Crnobradog no ovaj ne vjeruje LaRochellu i sumnja da je špijun. To se i potvrđuje kada ovaj bježi s otoka Englezima kako bi ih obavjestio gdje da napadnu pirate. No Englezi mu ne puštaju ženu nego mu vraćaju brod sa zadatkom da gusari za Englesku protiv njoj neprijateljskih država. 
Kada Anne otkriva tko je LaRochelle zapravo, želeći mu se osvetiti, otima njegovu ženu kako bi ju prodala kao robinju. No ovu nitko ne kupuje ne želeći se miješati u Anneinu osvetu. LaRochelle kreće u potjeru za Sheba Queen želeći spasiti ženu no vidjevši ju svezanu na palubi piratskog broda ne otvara vatru na njega dok pirati potapaju njegov brod. On biva zarobljen i osvetoljubiva Anne ostavlja njega i ženu mu na pješčanom grebenu bez hrane i vode da umru. No njena ljubav prema LaRochellu je jača od mržnje i ona se vraća sljedećeg dana te im ostavlja čamac s namirnicama. Tada se pojavljuje Crnobradov brod Revenge (Osveta) i napada Sheeba Queen jer Crnobradi vjeruje da Anne štiteći LaRochella od pirata ugrožava čitavo Piratsko Bratstvo. Želeći dati LaRochellu i njegovoj ženi mogućnost za spas Anne uzvraća vatru i u borbi njen brod biva uništen a ona pogiba trenutak prije nego što je Crnobradi, želeći ju poštedjeti, obustavio vatru. LaRochelle i Moly se spašavaju i time film završava.

## Vanjske poveznice
- Anne s Kariba u internetskoj bazi filmova IMDb-a